# 奥斯特瓦尔德法
奥斯特瓦尔德法是由威廉·奥斯特瓦尔德发现的一个用于生产硝酸的化学方法，并在1902年获得专利。这个过程是现代化学工业的重要支柱之一。从历史角度和实践角度来说，它和哈柏法有着很近的联系，后者提供此反应所需要的原料——氨。

## 简介
氨通过两个步骤转化为硝酸。首先是在有催化剂的情况下与氧气一起加热（某种意义上是燃烧），催化剂一般是混有10%铑的铂，反应生成一氧化氮和水。这个步骤强烈放热，（ΔH = -908 kJ），所以一旦引发就可以作为一个热源：
4NH3(g) + 5O2(g) → 4NO(g) + 6H2O(g)
步骤二是在有水存在的吸附装置中发生，包含有两个反应阶段。首先是一氧化氮被氧化生成二氧化氮：
2NO(g) + O2(g) → 2NO2(g)
生成的气体很快被水吸收，得到产物（硝酸，尽管浓度很稀），然而有一部分又被还原为一氧化氮：
3NO2(g) + H2O(l) → 2HNO3(aq) + NO(g)
一氧化氮可以循环利用，得到的酸通过蒸馏法浓缩。
另外一种选择是，最后一步在空气中进行：
4NO2(g) + O2(g) + 2H2O(l) → 4HNO3(aq)
第一个步骤的典型条件如下，能达到约96%的产率：
- 压强介于4到10个大气压之间（大约是 400-1010 kPa或 60-145 psig）
- 温度约为1173K（约900 °C 或 1652 °F）。

## 历史
一个早期的专利描述了基本的化学原理，但当时对于氨还有一种惧怕的心态。因其是从动物身上提炼，因此直到奥斯特瓦尔德法出现，这些研究也引起了学术界的兴趣。1908年是此方法发展的关键一年，因为弗里茨·哈伯找到了一种能够制备氨的方法，从某种程度上大大改变了人们的看法。奥斯特瓦尔德的最大贡献更注重于实践层面，例如催化以及操作条件，更像化工而不是纯科学。
在使用这个方法以前，工业上氮的来源主要是智利硝石，其主要成分是硝酸钠。当时的硝酸就通过硫酸和硝酸钠反应制备。奥斯特瓦尔德法对于固氮是很重要的。和哈伯法一起，它们无疑的延长了第一次世界大战的时间，因为当时德国海外资源已经被切断，而且爆炸物的生产也已经受到威胁。因为原料的易得以及成本低廉，很快此方法开始了广泛应用。氮化合物的用量激增，主要被用作肥料。
最初，此法是在炻器中反应，但随着不锈钢的应用，可以加载更高的压强，随之而来的是更高的产率。